# Белов, Михаил Прокопьевич
Михаил Прокопьевич Белов (1911—2000) — русский советский писатель и редактор. Заслуженный работник культуры Российской Федерации (1998).

## Биография
Родился 4 сентября 1911 года в семье крестьянина деревни Ойкасы (ныне — Ядринский район Чувашии).
В 1926 году, после окончания 8-летней школы в Ядрине, учился в лесотехническом техникуме в Мариинском Посаде, затем перешёл в Горьковский планово-экономический институт. Не закончив обучения, был призван в армию.
После демобилизации в 1935—1936 годах, участвовал в двух Карских экспедициях Главсевморпути, работал в Тобольске.
В июне 1937 года Особое совещание при НКВД СССР приговорило Михаила Белова к трем годам исправительно-трудовых лагерей (ст. 58-10 УК РСФСР — контрреволюционная агитация). Этапом отправился на Колыму. Освободился 7 октября 1939 года, а через девятнадцать лет — 15 ноября 1958 года Президиум Тюменского областного суда отменил решение Особого совещания 1937 года и дело по обвинению М. П. Белова производством прекратил за отсутствием состава преступления.
Более десяти лет прожил на Севере, был золотоискателем, экономистом, литературным сотрудником, а затем — редактором Колымского радиовещания при политуправлении Дальстроя. Два года работал в редакции «Последних известий» Магаданского радио. В 1946 году приехал в Хабаровск. До 1953 года был редактором общественно-политического вещания Хабаровского радио. Много ездил по Дальнему Востоку.
Член Союза писателей СССР с 1965 года.
Последние годы жил в Хабаровске. Умер 3 ноября 2000 года.

## Творчество
Начинал литературную деятельность как автор репортажей и очерков, которые печатались в местной периодике (первая публикация — 1944 год), а затем выходили отдельными изданиями: «На земле Камчатской» (1952), «Бурильщик Парфён Репин» (1959), «Тысячник» (1965) и другие.
Первая повесть «Полюс холода» опубликована в Хабаровске в 1956 году. Произведение посвящено приключениям географической экспедиции на мало исследованном хребте Сунтар-Хаята, о жизни обитателей полюса холода: геологов, пастухов оленьих стад, метеорологов. Повесть была хорошо принята читателями, неоднократно переиздавалась. За ней последовали другие произведения в приключенческом жанре и жанре научной фантастики — книги «Экспедиция инженера Ларина» (1960), «Когда пробуждаются вулканы» (1961), «Восьмая тайна моря» (1963), «Улыбка Мицара» (1969, посвящённая космонавту А. Г. Николаеву).
По признаниям самого Михаила Белова, в образе героини повести «Экспедиция инженера Ларина» Саше Поленовой, многое взято от его супруги Александры Николаевны (Погореловой).
Кроме того, писатель создал документальную повесть о строителях Байкало-Амурской магистрали «Ургальская мелодия» и ряд документальных очерков, рассказывающих об истории фабрик и заводов Дальнего Востока.
Неизданными остались «Песни и сказки народов Колымы», написанные в Магадане в 1946 году (см. Легенду «Приключения Мэнэньде»).

### Сочинения и труды

#### Отдельные издания и рецензии на них
1. Полюс холода. — Хабаровск: Кн. изд-во, 1973. — 208 с.
2. Полюс холода: Приключен. повесть и роман. — Хабаровск: Кн. изд-во, 1981. — 416 с. — Содерж.: Полюс холода; Когда пробуждаются вулканы.
3. Ургальская мелодия: Докум. повесть. — Хабаровск: Кн. изд-во, 1987. — 128 с. — (Дальневост. характер).
  1. Рец.: Костромин Я. Романтика созидающая//Дал. Восток. — 1987. — № 8. — С. 157—459; Чернявский А. Мелодии БАМа//Тихоокеан. звезда. — 1987. — 22 авг.

#### Публикации в периодических изданиях и сборниках
1. Флагман // Ордена на трудовых знаменах. — Хабаровск, 1973. — С. 192—238.
2. Хорские мотивы // Дальневосточная гвардия пятилетки. — Хабаровск, 1975. — Вып. 4. — С. 122—153.
3. Ночной выстрел: Случаи из жизни первого уссурийского пограничника // Граница. — Хабаровск, 1976. — С. 24—68.
4. Ночной выстрел: Случаи из жизни первого уссурийского пограничника // Граница. — М., 1983. — С. 5 57.
5. Первый день; Дамский мастер; Багульник: Новеллы // Тихоокеанская звезда. — 1976. — 18 июля.
6. Уссурийская быль // Граница. — Хабаровск. 1976. — С. 285—300.
7. Амур: Очерк о городах и селах Амура // Смена. — 1977. — № 23. — С. 25—29: ил. — (Красота родной земли),

### Персоналия